# ブジアーテ
ブジアーテ(Busiate)は、カラブリア州及びシチリア州のパスタの一種である。名前はアシの一種であるbusaに由来する。
ブジアーテという名前は、異なる2つの形のものに対して用いられる。busiate trapanesiは、伝統的に地元の雑草(ampelodesmos mauritanicus)の小枝にパスタを対角線上に巻き付けていくことで作られる。maccheroni inferratiは、棒針編み等に用いる長いピンに垂直に巻き付けていくことで作られ、形はブカティーニに近い。
ブジアーテは伝統的に、アーモンド、トマト、ニンニク、バジルから作るペスト・アッラ・トラパネーゼ(pesto alla trapanese)というソースとともに食べる。